# Pedro Matrona
Pedro Basiano Matrona (nacido el 9 de diciembre de 1927, en Willemstad, Curazao) es un exfutbolista internacional de Curazao que se desempeñaba en el terreno de juego como defensa central y líbero. Su equipo de retiro fue el CRKSV Jong Holland de la primera división del fútbol de Curazao.

## Trayectoria
| Club                  | País                  | Año         |
| --------------------- | --------------------- | ----------- |
| CRKSV Jong Holland    | Antillas Neerlandesas | 1945 – 1948 |
| Feyenoord de Róterdam | Países Bajos          | 1949 – 1951 |
| CRKSV Jong Holland    | Antillas Neerlandesas | 1951 – 1960 |

## Carrera internacional
Matrona defendió los colores de la poderosa Selección de fútbol de los Países Bajos en un partido amistoso vs Inglaterra celebrado en el año 1950 en la ciudad de Den Haag. 
Con la selección de las Antillas Neerlandesas obtuvo medalla de oro en los Juegos Centroamericanos y del Caribe celebrados en el año 1950. luego disputó los Juegos Olímpicos de 1952 siendo eliminados en la primera ronda.

### Participaciones en Juegos Olímpicos
| Torneo                   | Sede     | Resultado        |
| ------------------------ | -------- | ---------------- |
| Juegos Olímpicos de 1952 | Helsinki | Octavos de final |